# Schwarzschopfelfe
Die Schwarzschopfelfe (Lophornis helenae) ist eine Vogelart aus der Familie der Kolibris (Trochilidae). Die Art hat ein großes Verbreitungsgebiet, das etwa 250.000 Quadratkilometer in den mittelamerikanischen Ländern Belize, Costa Rica, Guatemala, Honduras, Mexiko und Nicaragua umfasst. Der Bestand wird von der IUCN als „nicht gefährdet“ (least concern) eingeschätzt.

## Merkmale
Schwarzschopfelfen erreichen eine Körperlänge von etwa 7,5 Zentimetern und eine Flügelspannweite von etwa 10 Zentimetern. Der Rücken ist bronzegrün und weist ein weißes Band knapp über dem Schwanz auf. Dieser ist kurz und rötlichbraun, die mittleren Federn sind bronzefarben. Der Schnabel ist kurz, gerade und rötlich mit dunkler Spitze. Die Männchen tragen eine grüne Krone mit einer langen, dünnfedrigen, schwarzen Haube. Über den Ohren sitzen lange, gelblichbraune Federbüschel. Die Kehle ist leuchtendgrün und die Brust weist einen schwarzen, seitlich abstehenden Federkamm auf. Der Bauch ist weißlich mit großen kupfernen Flecken. Die Weibchen haben keinen Kopfschmuck. Ihre Wangen sind dunkel, die Kehle ist gelblichbraun mit grünen Flecken. Der Schwanz weist bei ihnen einen breiten, schwarzen Querstreifen auf.

## Habitat

Verbreitung der Schwarzschopfelfe

Die Art findet sich in feuchten Primär- und Sekundärwäldern sowie auf Lichtungen und an Waldrändern.

## Unterart
Es sind derzeit keine Unterarten anerkannt. Die Art gilt deshalb als monotypisch.

## Etymologie und Forschungsgeschichte
Adolphe Delattre beschrieb die Schwarzschopfelfe unter dem Namen Ornismya Helenæ. Als Fundort gab er Vera Paz in Guatemala an. Erst später wurde die Art der Gattung Lophornis zugeordnet. Dieser Begriff setzt sich aus den griechischen Wörtern λόφος lóphos für „Helmbusch, (Hahnen-)Kamm“ und όρνις órnis für „Vogel“ zusammen. Das Artepitheton helenae wurde zu Ehren von Hélène d’Orléans vergeben.